# MUSIC X
『MUSIC X』（ミュージッククロス）は、2024年4月4日にスタートしたBS-TBSの音楽番組である。
放送時間は2024年４月〜2025年3月までは毎週木曜日21:00-21:54。
それまでに同時間帯で放送されていた『昭和歌謡ベストテンDX』がリニューアルした歌番組。演歌中心のBSの歌番組の中で、J-POP、歌謡曲が中心という異色の存在。
「過去の宝物のような音楽を拾い直し、世代やジャンルを超えて自由にクロスオーバーさせた新しい音楽カルチャーを楽しめる番組」とし、番組のオリジナル企画として、毎回アーティスト同士のクロスオーバー（コラボ）が行われている。司会は『昭和歌謡ベストテンDX』から、関根勤と早見優が務めている。
クロスオーバーの一部はYouTubeのBS-TBS公式チャンネルで公開されている。
2025年4月からは不定期の2時間特番へ移行。

## 司会者
[編集]
- 関根勤
- 早見優

## ナレーター
[編集]
- 佐々木啓夫
- 宇賀神メグ（TBSアナウンサー）

## 放送内容（54分版）
| 回数 | 放送日         | ゲスト | テーマ                                |
| ---- | -------------- | --- | ------------------------------------- |
| 1    | 2024年4月4日   | Night Tempo 松本伊代 丘みどり おかゆ FANCY LABO                                                               | 80's アイドルナイト                   |
| 2    | 2024年4月11日  | はいだしょうこ 丘みどり 藤井香愛 高木里代子（ピアノ）                                                         | I LOVE ユーミン                       |
| 3    | 2024年4月25日  | Night Tempo 三山ひろし MS.OOJA 青野紗穂 SUAI（フルート）                                                      | ロマンティックMelody                  |
| 4    | 2024年5月2日   | 中西保志 新浜レオン 辰巳ゆうと East Of Eden Ayasa（バイオリン）                                               | 男の極上LOVE SONG                     |
| 5    | 2024年5月9日   | みどり クリス・ハート 藤井香愛 ユッコ・ミラー（サックス）                                                     | オトナラブソング                      |
| 6    | 2024年5月23日  | GAO 島谷ひとみ 林部智史 新浜レオン                                                                            | ベストHits90's                        |
| 7    | 2024年6月6日   | 相川七瀬 おかゆ 城南海 新浜レオン                                                                             | オトナポジティブソング                |
| 8    | 2024年6月13日  | はいだしょうこ 新浜レオン 辰巳ゆうと Night Tempo FANCY LABO 松本伊代 ほか                                     | クロスオーバースペシャル              |
| 9    | 2024年6月20日  | hitomi 林部智史 K 吉岡Reeりさ（アコーディオン）                                                               | ミレニアムJ―POP                       |
| 10   | 2024年6月27日  | 天童よしみ 純烈 真田ナオキ 中西保志 新浜レオン ほか                                                           | 雨のヒットソングス                    |
| 11   | 2024年7月4日   | 中西圭三 池田聡 宮本美季 五条院凌（ピアノ）                                                                   | あなたに伝えたい愛の歌                |
| 12   | 2024年7月11日  | 松本伊代 中西圭三 宇徳敬子 はいだしょうこ 庄野真代 林部智史 新浜レオン ほか                                   | 旅がしたくなる歌                      |
| 13   | 2024年7月13日  | MAX 林部智史 奏絵                                                                                             | サマーソング                          |
| 14   | 2024年7月25日  | 大黒摩季 松阪ゆうき 真田ナオキ 宮本まいこ（スティールパン）                                                   | 恋する夏うた！                        |
| 15   | 2024年8月1日   | 麻倉未稀 岩崎良美 海援隊 山本リンダ 島津亜矢 おかゆ 藤井香愛 ほか                                             | 応援ソング                            |
| 16   | 2024年8月8日   | 石川ひとみ 早見優 風見慎吾 ClariS 辰巳ゆうと 真田ナオキ ほか                                                  | 永遠のアイドルソング                  |
| 17   | 2024年8月15日  | 大黒摩季、オルケスタ・デ・ラルース、當間ローズ、 藤井香愛 Ayasa（バイオリニスト）                             | 歌で巡る世界旅行                      |
| 18   | 2024年8月22日  | 錦織一清 堀内孝雄 ビリーバンバン ダカーポ 中西圭三 宇徳敬子 おかゆ 青山新 Ayasa ほか                          | デュエットソング                      |
| 19   | 2024年8月29日  | 石川さゆり 相川七瀬 サンプラザ中野くん 石井明美 クリス・ハート 林部智史 新浜レオン ほか                       | アツく！盛り上げる歌                  |
| 20   | 2024年9月5日   | 天童よしみ 藤あや子 クリス・ハート 林部智史 K 研ナオコ 秋元順子 おかゆ ほか                                   | 泣ける恋の歌                          |
| 21   | 2024年9月12日  | 坂本冬美 松阪ゆうき 廣津留すみれ（バイオリン）                                                                | 胸に刺さる愛情ソング                  |
| 22   | 2024年9月19日  | ＭＡＸ、サンプラザ中野くん、宇徳敬子、真田ナオキ、 林部智史、マルシア、奏絵、おかゆ、城南海 ほか              | ご当地ソング                          |
| 23   | 2024年9月19日  | 長山洋子、島谷ひとみ、ＧＡＯ、麻倉未稀、相川七瀬、 堀内孝雄、海援隊、松崎しげる、南佳孝 ほか                  | スター勢揃い                          |
| 24   | 2024年10月3日  | 中西保志 歌心りえ 青山新 ユッコ・ミラー（サックス）                                                           | 秋に聞きたい名曲                      |
| 25   | 2024年10月10日 | 徳永ゆうき 林部智史 青野紗穂 猪居亜美（クラシックギタリスト）                                                 | カラオケで歌いたい昭和Hits            |
| 26   | 2024年10月17日 | MAX hitomi 堀江淳 クリス・ハート 新浜レオン 林部智史 大黒摩季 大橋純子 岩崎宏美 ほか                          | 歌って気持ちいい曲                    |
| 27   | 2024年10月24日 | 植草克秀 新浜レオン 青山新                                                                                    | 私がハマった男性アイドル              |
| 28   | 2024年10月31日 | 錦織一清 パパイヤ鈴木 山本譲二 島谷ひとみ 中西圭三 松阪ゆうき Ms.OOJA 相川七瀬 ほか                           | 秋のドライブソング                    |
| 29   | 2024年11月7日  | 保田圭 柏木由紀 藤井香愛 ハラミちゃん（ピアノ）                                                               | 青春時代の女性アイドル特集            |
| 30   | 2024年11月14日 | 坂本冬美 小林幸子 島津亜矢 葛城ユキ ほか                                                                      | 名曲特集                              |
| 31   | 2024年11月21日 | 歌心りえ 藤井香愛 梅谷心愛 Ayasa（バイオリン）                                                                | 世代を超えた山口百恵特集              |
| 32   | 2024年11月28日 | 三山ひろし 丘みどり MAX 真田ナオキ 新浜レオン 林部智史 つるの剛士 宮本美季 Ayasa（バイオリン）                | 今聴きたいリクエスト特集              |
| 33   | 2024年12月5日  | 近藤真彦 柏木由紀 SHOW-WA                                                                                     | 青春のメモリーソング                  |
| 34   | 2024年12月12日 | 島津亜矢 歌心りえ 二見颯一 五条院凌（ピアノ）                                                                 | 冬うた                                |
| 35   | 2024年12月19日 | 歌心りえ 城南海 麻倉未稀 田中あいみ つるの剛士 新浜レオン 青山新 植草克秀 ほか                                | クリスマスに聴きたい名曲              |
| 36   | 2024年12月26日 | 天童よしみ 真田ナオキ 梅谷心愛 ハラミちゃん（ピアノ）                                                         | 演歌歌手が歌うJ-POP                   |
| 37   | 2025年1月9日   | 近藤真彦 植草克秀 坂本冬美 大黒摩季 相川七瀬 ＭＡＸ 中西圭三 中西保志 池田聡 SHOW-WA                          | スタジオライブ                        |
| 38   | 2025年1月16日  | May J. K 五条院凌（ピアノ）                                                                                   | じっくり聴いて欲しい愛の歌            |
| 39   | 2025年1月23日  | サンプラザ中野くん パッパラー河合 松村和子 辰巳ゆうと 美樹克彦 おかゆ 林部智史 ラテン家の人々ほか             | 歌で寒さを吹き飛ばす熱唱ソング        |
| 40   | 2025年1月30日  | 木山裕策 K 新浜レオン 櫻川めぐ                                                                                | あなたの心を癒やした失恋ソング        |
| 41   | 2025年2月6日   | 岩崎良美 はいだしょうこ May J．島谷ひとみ おかゆ 林部智史 新浜レオン                                          | SNSで話題になった ８０'s ９０'s特集   |
| 42   | 2025年2月13日  | 大橋純子 天童よしみ 島津亜矢 真田ナオキ 丘みどり 森口博子 池田聡 藤井香愛 市川由紀乃 鳥羽一郎ほか             | スナックで歌いたい 昭和ソング特集     |
| 43   | 2025年2月20日  | 斉藤由貴 歌心りえ 松阪ゆうき 新浜レオン 石橋陽彩 ハラミちゃん（ピアノ）                                       | 1985年ヒット曲特集                    |
| 44   | 2025年2月27日  | 植草克秀 城みちる 梅谷心愛 後上翔太 アグネス・チャン 岩崎宏美 近藤真彦 早見優Ayasa（バイオリン）ほか          | アイドルソング特集                    |
| 45   | 2025年3月6日   | Funky Diamond 18（錦織一清・パパイヤ鈴木）藤井香愛 新浜レオン Ayasa（バイオリン）                             | 高校時代の定番曲                      |
| 46   | 2025年3月13日  | 坂本冬美 大黒摩季 丘みどり 歌心りえ K 藤井香愛 May J. 中西保志 林部智史 三山ひろし 相川七瀬ほか               | もう一度聴きたい！ ベストセレクション |
| 47   | 2025年3月20日  | 丘みどり＆高木里代子（ピアノ） 三山ひろし＆SUAI（フルート） May J.＆五条院凌（ピアノ）MAX＆林部智史＆奏絵ほか | クロスオーバーセレクション            |
| 48   | 2025年3月27日  | 近藤真彦 植草克秀 坂本冬美 松阪ゆうき 天童よしみ 島津亜矢SHOW-WA ハラミちゃん（ピアノ）ほか                   | 感動のステージをもう一度！ 名シーンSP |

## クロスオーバー
[編集]
- Private fileは開けたままで･･･（歌：松本伊代×DJ：Night Tempo）
- 真夏の夜の夢（歌：丘みどり×ピアノ：高木里代子）
- ひこうき雲（歌：はいだしょうこ×ピアノ：高木里代子）
- 幸せな結末（歌：三山ひろし×フルート：SUAI）
- シングルベッド（歌：辰巳ゆうと×バイオリン：Ayasa）
- Beauty and Beast（歌：新浜レオン×バイオリン：Ayasa）
- A Whole New World（歌：辰巳ゆうと×バイオリン：Ayasa）
- 女々しくて（歌：新浜レオン×バイオリン：Ayasa）
- 舟唄（歌：丘みどり×サックス：ユッコ・ミラー）
- 愛が生まれた日（歌：島谷ひとみ×新浜レオン）
- 花〜すべての人の心に花を〜（歌：城南海×ギター・コーラス：おかゆ）
- 海の声（歌：おかゆ×奄美三味線・コーラス：城南海）
- サウダージ（歌：林部智史×アコーディオン：吉岡“Ree”リサ）
- I LOVE YOU（歌：池田聡×ピアノ：五条院凌）
- やさしいしいキスをして（歌：中西圭三×ピアノ：五条院凌）
- さよならの向こう側（歌：中西圭三・宮本美季×ピアノ：五条院凌）
- 涙そうそう（歌：林部智史×三線：奏絵）
- 島人の宝（歌：MAX・林部智史×三線：奏絵）
- ふたりの夏物語（歌：松阪ゆうき×スティールパン：宮本まいこ）
- 異邦人（歌：藤井香愛×バイオリン：Ayasa）
- 太陽のサルサ☀〜Salsa del sol〜（大黒摩季×當間ローズ×オルケスタ・デ・ラ・ルス）
- 夏が来る（大黒摩季×當間ローズ×オルケスタ・デ・ラ・ルス）
- また君に恋してる（歌：坂本冬美×バイオリン：廣津留すみれ）
- メロディー（歌：松阪ゆうき×バイオリン：廣津留すみれ）
- 三日月（歌：歌心りえ・青山新×バイオリン：ユッコ･ミラー）
- 桃色吐息（歌：林部智史×クラシックギター：猪居亜美）
- この空を飛べたら（歌：林部智史・青野紗穂×クラシックギター：猪居亜美）
- 青い珊瑚礁（歌：柏木由紀×ピアノ：ハラミちゃん）
- 学園天国（歌：保田圭・柏木由紀・藤井香愛×ピアノ：ハラミちゃん）
- いい日旅立ち（歌：歌心りえ×バイオリン：Ayasa）
- ロックンロール・ウィドウ（歌：早見優×バイオリン：Ayasa）
- ホレたぜ！乾杯（歌：近藤真彦×コーラス：SHOW-WA）
- 天城越え（歌：島津亜矢×ピアノ：五条院凌）
- 雪のクリスマス／WINTER SONG（歌：歌心りえ×ピアノ：五条院凌）
- LOVE LOVE LOVE（歌：天童よしみ×ピアノ：ハラミちゃん）
- ロンリー・チャップリン（歌：天童よしみ・真田ナオキ×ピアノ：ハラミちゃん）
- 瞳をとじて（歌：真田ナオキ×ピアノ：ハラミちゃん）
- 時代（歌：梅谷心愛×ピアノ：ハラミちゃん）
- I WILL ALWAYS LOVE YOU（歌：May J.×ピアノ：五条院凌）
- One more time, One more chance（歌：K×ピアノ：五条院凌）
- A Whole New World（歌：May J.×ピアノ：五条院凌）
- 卒業（歌：斉藤由貴×ピアノハラミちゃん）
- ギャランドゥ（歌：新浜レオン×バイオリン：Ayasa）
- リフレインが叫んでる（歌：藤井香愛×バイオリン：Ayasa）

## スタッフ
[編集]
- 構成：工藤ひろこ、川又唱史
- TD：井原公二
- カメラ：坂口良
- 音声：龍田幸久
- 照明：荻原小桃
- VE：北澤希美、松吉英明、下斗米孝仁
- PA：吉崎百華、中澤望、花田淳史
- 美術：畠山健
- メイク：羽田理恵、西美幸、伊藤こうこ
- スタイリスト：髙野せいこ
- 編集：山本康介
- MA：天谷馬直男
- 楽曲アレンジ：阿部靖広（PURETONE MUSIC）
- カラオケ音源協力；第一興商
- 宣伝：名塚豊（BS-TBS）
- AD：前田悠気、野末昇平、大島由梨乃、吉住未来、崔友香、岩澤和真
- AP：宮本清彦、川口亮
- ディレクター：加地克也、林寛隆、前田悠気、杉山貴久
- プロデューサー：酒巻正幸、白髭晋二（東通企画）、後藤史郎、片平靖人（ゴッズダイナミックワールド）
- 制作プロデューサー：杉山貴久、秋山桃子（BS-TBS）
- 技術協力：TBS ACT、TheTUBE、レモンスタジオ
- 制作協力：東通企画、ゴッズダイナミックワールド
- 製作著作：BS-TBS

## 伝説のアイドル＆時代を彩った歌手大集合 豪華2時間スペシャル
2025年4月より日曜日の2時間枠に移行。第1回目が2025年4月13日（日）21:00-22:54で放送された。
この番組の中で錦織一清と植草克秀が18年ぶりにテレビでの共演が実現。
前半は主に少年隊を中心とした男性アイドルのトーク、後半は増田惠子がピンク・レディーのエピソードを語り、1970年代〜1990年代のヒット曲を紹介。平松愛理が「部屋とYシャツと私」の制作秘話を紹介した。
この放送回の内容は同年7月13日の同じ放送枠でも放送された。
| 曲順 | 曲名                           | 歌手                         | 備考                       |
| ---- | ------------------------------ | ---------------------------- | -------------------------- |
| M1   | 君だけに                       | 錦織一清 植草克秀 新浜レオン |                            |
| M2   | 仮面舞踏会                     | 錦織一清 植草克秀            |                            |
| M3   | デカメロン伝説                 | 錦織一清 植草克秀 華MEN組    | クロスオーバー             |
| M4   | OH!!                           | 中山優馬 錦織一清 植草克秀   | クロスオーバー             |
| M5   | パラダイス銀河                 | 華MEN組                      | リスペクト名曲メドレー     |
| M6   | 勝手にしやがれ                 | 植草克秀                     | リスペクト名曲メドレー     |
| M7   | GOLDFINGER'99                  | 新浜レオン                   | リスペクト名曲メドレー     |
| M8   | ブルースカイブルー             | 錦織一清                     | リスペクト名曲メドレー     |
| M9   | 渚のシンドバッド               | 増田惠子 早見優              | クロスオーバー             |
| M10  | UFO                            | 増田惠子                     |                            |
| M11  | やさしい悪魔                   | 早見優 松本伊代              |                            |
| M12  | Mr.サマータイム                | サーカス                     | 1970〜90年代ヒットソング集 |
| M13  | 私のハートはストップモーション | 桑江知子                     | 1970〜90年代ヒットソング集 |
| M14  | センチメンタル・ジャーニー     | 松本伊代                     | 1970〜90年代ヒットソング集 |
| M15  | CHA-CHA-CHA                    | 石井明美                     | 1970〜90年代ヒットソング集 |
| M16  | タッチ                         | 岩崎良美                     | 1970〜90年代ヒットソング集 |
| M17  | 熱くなれ                       | 大黒摩季                     | 1970〜90年代ヒットソング集 |
| M18  | Ride on time                   | MAX                          | 1970〜90年代ヒットソング集 |
| M19  | 部屋とYシャツと私              | 平松愛理                     |                            |
| M20  | すずめ                         | 増田惠子                     |                            |
| M21  | あずさ2号                      | あずさ2号                    |                            |
| M22  | Fun!Fun!Fun!                   | 新浜レオン                   |                            |

### スタッフ
- ナレーター：宇賀神メグ（TBSアナウンサー）
- 構成：工藤ひろこ、川又唱史
- TD：井原公二
- カメラ：坂口良
- 音声：龍田幸久
- 照明：荻原小桃
- VE：松吉英明
- PA：木暮倫見
- 美術：畠山健
- メイク：羽田理恵、西美幸、伊藤こうこ
- スタイリスト：高野せいこ
- 編集：山本康介
- MA：田中蓮
- 楽曲アレンジ：阿部靖広（PURETONE MUSIC）
- 楽器協力：サウンドクルー
- カラオケ音源協力；第一興商
- 宣伝：名塚豊（BS-TBS）
- AD：崔友香、宇賀神夢乃
- AP：宮本清彦、川口亮
- ディレクター：加地克也、林寛隆、前田悠気、大島由梨乃
- プロデューサー：酒巻正幸、白髭晋二（東通企画）、後藤史郎、片平靖人（ゴッズダイナミックワールド）
- 制作プロデューサー：杉山貴久、秋山桃子（BS-TBS）
- 技術協力：TBS ACT、TheTUBE、TMCレモンスタジオ
- 制作協力：東通企画、ゴッズダイナミックワールド
- 製作著作：BS-TBS